# ふたりぼっち/モノクローム
「ふたりぼっち/モノクローム」は、声優の中原麻衣の3枚目のシングルである。2006年2月8日にLantisから発売された。

## 解説
前作「エチュード」から約9ヶ月ぶりのリリースで、自身初の両A面かつタイアップ付きのシングル。
インターネットラジオ『たくろあ航海日誌』テーマソングと、テレビアニメ『タクティカルロア』のエンディングテーマを収録。
ジャケットの裏には、中原が同作品で演じたヒロイン「美咲七波」が描かれている。
カップリング曲「ふたりぼっち」のPV、及び1stシングル「ロマンス」のライブ映像を収録したDVDが付属されている。

## 収録曲
（全作詞・作曲：rino、編曲：大久保薫）
1. ふたりぼっち[4:09]
  - インターネットラジオ『たくろあ航海日誌』テーマソング
2. モノクローム[4:32]
  - UHFアニメ『タクティカルロア』エンディングテーマ
3. ふたりぼっち（off vocal）
4. モノクローム（off vocal）

## DVD
- ふたりぼっち（music clip）
- ロマンス（Live at "minitheatre"）